# Barranc de la Marieta
El barranc de la Marieta és un barranc que fa durant tot el seu recorregut de límit dels termes municipals de Castell de Mur (antic terme de Mur) i Sant Esteve de la Sarga.
Es forma a 990,5 m. alt. al sud del cim més alt de la Serra del Coscó, des d'on davalla cap al sud-oest deixant a llevant les partides de les Deveses i lo Comunet i a ponent la de les Tres Creus. Just al sud de les Tres Creus s'ajunta amb dos barrancs més per formar el barranc de Benviure. Cap a la meitat del seu recorregut troba la Font de la Marieta.